# Aritmetično-geometrična sredina
Aritmétično-geométrična sredína dveh realnih števil x in y je v matematiki srednja vrednost, določena na naslednji način:
Najprej se izračuna aritmetična sredina števil x iny. Označi se jo z a1. Nato se izračuna njuno geometrično sredino in se jo označi z g1 - to je kvadratni koren produkta xy:
{\displaystyle {\begin{aligned}a_{1}&={\frac {1}{2}}(x+y),\\g_{1}&={\sqrt {xy}}\!\,.\end{aligned}}}
Nato se ta operacija iterira, tako da se namesto x vzame a1, namesto y pa g1. Na ta način sta določeni dve zaporedji (an) in (gn):
{\displaystyle {\begin{aligned}a_{n+1}&={\frac {1}{2}}(a_{n}+g_{n}),\\g_{n+1}&={\sqrt {a_{n}g_{n}}}\!\,.\end{aligned}}}
Ti dve zaporedji konvergirata k istemu številu, kar predstavlja aritmetično-geometrično sredino števil x in y. Označuje se jo z M(x, y), M(x, y) in včasih agm(x, y) ali AGM(x, y).
To se lahko rabi za algoritemske namene v metodi AGM.

## Zgled
Za izračun aritmetično-geometrične sredine števila a0 = 23 in g0 = 7, se najprej izračuna njuno aritmetično in geometrično sredino:
{\displaystyle {\begin{aligned}a_{1}&={\frac {1}{2}}(23+7)=15,\\g_{1}&={\sqrt {23\cdot 7}}=12,68857754044952\ldots \!\,.\end{aligned}}}
Nato pa se iterira:
{\displaystyle {\begin{aligned}a_{2}&={\frac {1}{2}}(15+12,68857754044952)=13,84428877022476\ldots ,\\g_{2}&={\sqrt {15\cdot 12,68857754044952}}=13,79596546482858\ldots \\\dots \end{aligned}}}
Prve štiri iteracije dajo naslednje vrednosti:
| n | an                 | gn                 |
| - | ------------------ | ------------------ |
| 0 | 23                 | 7                  |
| 1 | 15                 | 12,68857754044952… |
| 2 | 13,84428877022476… | 13,79596546482858… |
| 3 | 13,82012711752667… | 13,82010599666786… |
| 4 | 13,82011655709727… | 13,82011655709323… |
Aritmetično-geometrična sredina števil 23 in 7 je skupna limita teh dveh zaporedij, kar je približno 13,82011655709.

## Zgodovina
Prvi algoritem na podlagi tega para zaporedij se je pojavil v Legendrovem delu. Njegove značilnosti je naprej raziskoval Carl Friedrich Gauss.

## Značilnosti in uporaba
Geometrična sredina dveh pozitivnih števil ni nikoli večja od njune aritmetične sredine (glej neenakost aritmetičnih in geometričnih sredin). Zaradi tega je (gn) naraščajajoče zaporedje, (an) padajoče in velja gn ≤ M(x, y) ≤ an. To sta strogi neenakosti, če je x ≠ y.
M(x, y) je tako število med geometrično in aritmetično sredino števil x in y, še posebej je med x in y.
Pri r ≥ 0 velja M(rx,ry) = r M(x,y).
Za M(x,y) obstaja integralska oblika:
{\displaystyle {\begin{aligned}\operatorname {M} (x,y)&={\frac {\pi }{2}}{\bigg /}\int _{0}^{\pi /2}{\frac {\mathrm {d} \theta }{\sqrt {x^{2}\cos ^{2}\theta +y^{2}\sin ^{2}\theta }}}\\&={\frac {\pi }{4}}(x+y){\bigg /}\operatorname {K} \left({\frac {x-y}{x+y}}\right)\!\,,\end{aligned}}}
kjer je K(k) popolni eliptični integral 1. vrste:
{\displaystyle \operatorname {K} (k)=\int _{0}^{\pi /2}{\frac {\mathrm {d} \theta }{\sqrt {1-k^{2}\sin ^{2}(\theta )}}}\!\,.}
Ker proces aritmetično-geometrične sredine konvergira tako hitro, prek te formule zagotavlja učinkovit način računanja eliptičnih integralov. V tehniki se na primer uporablja pri načrtovanju eliptičnih filtrov.
V programu za simbolno računanje Maple je aritmetično-geometrična sredina določena z GaussAGM(a, b), v programu Mathematica pa z  ArithmeticGeometricMean[a, b].

## Sorodni koncepti
Obratna vrednost aritmetično-geometrične sredine števila 1 in kvadratnega korena iz 2 je Gaussova konstanta:
{\displaystyle {\frac {1}{\operatorname {M} (1,{\sqrt {2}})}}=G=0,8346268416740731862814297327990468\ldots \!\,}
Na podobni način se lahko izračuna geometrično-harmonična sredina z zaporedjema geometrične in harmonične sredine. Tudi aritmetično-harmonična sredina se lahko podobno definira, zavzame pa enake vrednosti kot geometrična sredina.
Modificirano aritmetično-geometrično sredino je vpeljal in definiral Semjon Adlaj na strani 1094 izvoda Notices of the AMS septembra 2012. Izkazala se je za uporabno pri računanju popolnih eliptičnih integralov 2. vrste.